# 2019年12月逝世人物列表
2019年逝世人物列表：1月 - 2月 - 3月 - 4月 - 5月 - 6月 - 7月 - 8月 - 9月 - 10月 - 11月 - 12月
2019年12月逝世人物列表，是用于汇总2019年12月期间逝世人物的列表。

## 依日期排序

### 31日
- 謝里克博爾森·阿布季爾金，82歲，哈薩克斯坦經濟學家及政治人物，前最高蘇維埃主席（1991年－1993年）。[1]
- 吉姆蘭加爾·達德納吉（英語：Djimrangar Dadnadji），65歲，政治人物，前總理（2013年）。[2]
- 井上善夫（日語：井上 善夫），78歲，日本棒球選手，死於敗血症。[3]
- 渥美和彦（日語：渥美 和彦），91岁，日本生物医学工程专家，东京大学名誉教授。[4]
- 森田洋司（日語：森田 洋司），78岁，日本社会学家。[5]
- 仲恩荣，90岁，中国官员，原中央纪委驻冶金工业部纪检组组长。[6][7]

### 30日
- 波羅斯貝·格雷奇，94歲，馬爾他籍天主教執事級樞機。[8]
- 席德·米德（英語：Syd Mead），86歲，美國設計師，藝術家。[9]
- 瓦连京·布利兹纽克（俄語：Валентин Близнюк），91岁，苏联飞机设计师。[10]

### 29日
- 黃睦舜，臺灣外科醫生、台灣外傷醫學會創會會長，外傷登錄制度推動者。[11]
- 曼弗雷德·施托尔珀（德語：Manfred Stolpe），83岁，德国政治人物，勃兰登堡州州长（1990年－2002年）。[12]
- 刘鸿志，99岁，中国航空工业人物。航空工业沈阳所首任所长。[13]
- 陈锦昌，63岁，中国工程图学家，华南理工大学设计学院首任院长。[14]
- 张家祥，87岁，中国天文学家，中国科学院紫金山天文台研究员。[15]
- 秦时，92岁，中国政治人物，甘肃省政协原副主席。[16]
- 杨玉琴，77岁，中国政治人物，中共宁夏回族自治区直属机关工作委员会原书记。[17]
- 神谷誠二郎（日語：神谷 誠二郎），72歲，日本企業家，賽車製造商West Racing Cars的創辦人暨社長（總經理）。[18]

### 28日
- 瑟尼·伊丽莎白（匈牙利語：Szőnyi Erzsébet），95岁，匈牙利作曲家。[19]
- 涂光群，86岁，中国作家，《传记文学》原主编。[20]
- 赵桢，88岁，中国数学家，北京师范大学数学科学学院教授，北京数学奥林匹克学校校长。[21]

### 27日
- 远藤武彦（日語：遠藤 武彦），81岁，日本政治人物，前农林水产大臣。[22]
- 貝魯特·帕克巴拉，泰國皇家海軍軍士，於2018年參與睡美人洞救援行動時，血液感染不治身亡。（死訊公開日期）[23][24][25]
- 瑪麗亞·克里夫林（英語：Maria Creveling），24歲，網名「Remilia」，美國電競選手、跨性別者，英雄聯盟冠軍聯賽首位女選手。[26][27]
- 张宪宏，92岁，中国水利工程专家，教育学家，前清华大学水利水电工程系系主任與教授。[28]

### 26日
- 魏巍，40歲，中國籍日本死刑犯，2003年在日本留學期間於福岡縣福岡市強盜並殺害一家4口，2011年死刑定讞。[29]
- 加林娜·沃尔切克（俄語：Галина Волчек），86岁，俄罗斯女演员，戏剧导演。[30]
- 鲁风，98岁，中国法学家，中国人民大学法律系刑法教研室主任。[31]
- 阮仲永，103岁，越南人民军少将，外交官，前驻华大使。[32]
- 蘇·麗安（英語：Sue Lyon），73歲，美國女演員，1962年以14歲之齡擔綱《一樹梨花壓海棠》（Lolita）女主角而獲得金球獎最有前途女新人的殊榮。
- 丹增朗杰，60岁，中国政治人物，西藏自治区人大常务委员会党组副书记、副主任。[33]
- 孙国芝，82歲，中國政治人物，中央纪委驻原国家冶金工业局纪检组组长、原国家冶金工业局党组成员[34]。

### 25日
- 村岡兼造（日語：村岡 兼造），88歲，日本政治人物，曾任內閣官房長官等職。[35]
- 阿利·貝恩（挪威語：Ari Behn），47歲，挪威作家，曾與玛塔·路易斯公主結婚，於2017年離婚。自殺身亡。[36]
- 马赫穆特·加列耶夫（俄語：Махмут Гареев），96岁，苏联军事人物，大将军衔。[37]
- 弗拉基米尔·布申（俄語：Владимир Бушин），95岁，俄罗斯作家，文学评论家。[38]
- 彼得·許萊爾（德語：Peter Schreier），84岁，德国男高音歌剧唱家，指挥家。[39]
- 梅蘭妮·帕納通（Melanie Panayiotou），55歲，英國著名男藝人佐治米高（George Michael）胞妹。
- 程柱子，70岁，中国政治人物，新疆维吾尔自治区残疾人联合会副理事长。[40]

### 24日
- 王俊，60岁，中國大陸作家、诗人、足球评论员，笔名大仙。[41]
- 賈成文，91歲，中國司法界人物，黑龙江省检察院原党组书记、检察长。[42]
- 衡和华，93岁，中国京剧表演艺术家。[43]
- 许行贯，87岁，中国政治人物，浙江省人大常委会原副主任。[44]
- 阿利·威利斯（英語：Allee Willis），72岁，美国词曲作家。[45]
- 金光雄（韓語：김광웅），79岁，韩国政论家、教育家，明知專科大學原校长（2012年－2016年）。
- 原田孝一（日語：原田 孝一），91歲，日本棒球選手，死於慢性心臟衰竭。[46]

### 23日
- 大衛·福斯特（英語：David Foster），90歲，美國製片人，曾製作電影《賭命鴛鴦（英语：The Getaway (1972 film)）》（1972年）。[47]
- 艾哈邁德·蓋德·薩拉赫（英语：Ahmed Gaid Salah），79歲，阿尔及利亚军队总司令。死於心臟病。[48][49]
- 林良，95歲，筆名「子敏」、「克山」，台灣兒童文學作家，代表作《小太陽》。[50]
- 傑米·李·漢密爾頓（英語：Jamie Lee Hamilton），64歲，加拿大溫哥華社區維權人士及變性人。第一位參加選舉的第一個公開加拿大變性人。死於癌症。[51]
- 大城杏，33歲，日本女性歌手，女團Reach Angels成員。死於心臟病。[52]
- 郝建国，94岁，中国摄影家，原解放军报社摄影组长。[53]

### 22日
- 李卿瑄，27歲，新加坡女歌手，曾於2009年第三届《新加坡偶像》比賽进入24强。[54]

### 21日
- 李荣融，74岁，中華人民共和国国资委原主任、党委书记。[55]
- 林宗虎，86岁，中国热能工程专家，中国工程院院士。[56]
- ，76岁，英格兰足球运动员、教练。[57]
- 伊曼紐爾·溫加羅（英语：Emanuel Ungaro），86歲，意大利裔法國時裝設計師。[58]
- 邓鸿勋，88岁，中共海南省委原书记，国务院发展研究中心原副主任。[59]
- 永井孝信（日語：永井 孝信），89岁，日本政治人物，众议院议员，前劳动大臣。[60]

### 20日
- 朱尼爾·約翰遜（英語：Junior Johnson），88歲，美國賽車手，名列NASCAR五十位偉大賽車手之一。[61]
- 马尔科·奥尔兰迪奇，89岁，黑山经济学家，政治人物。[62]
- 格里·阿兰吉兰（英語：Gerry Alanguilan），51歲，菲律賓漫畫家。曾參與製作美國漫畫公司漫威漫畫的DC系列。[63][64][65]
- 全桂贤（韓語：전계현），83岁，韩国电影女演员。[66]
- 石家秀，94岁，中国人，南京大屠殺幸存者。[67]

### 19日
- 望月義夫（日語：望月 義夫），72岁，日本政治人物，前环境大臣。[68]
- 克勞迪娜·奧格爾（法語：Claudine Auger），78岁，法国女演员。史上第一位法國籍女演員演出《占士邦》系列的邦女郎。[69]
- 马鸣玉，中国作家。著有小说《巴山女》《在山泉水清》，作品集《路桦文集》等。[70]
- 江鱼，97岁，中国泌尿外科专家。[71]

### 18日
- 依斯迈沙兰，51岁，马来西亚驻汶莱最高专员，前马来西亚外交部欧洲组秘书。[72]
- 石立善，46岁，中国哲学史家。上海师范大学哲学学院教授。[73]
- 简鸿章，68岁，香港商人，曾任香港《大纪元时报》社长、香港法轮大法佛学会会长兼发言人，死於心脑血管疾病。[74]

### 17日
- 尉天驄，84歲，台灣作家與文學評論家、《文學季刊》創辦人。[75]
- 陳鉅源，73歲，香港企業人物，前新鴻基地產執行董事，死於血癌。[76]
- 雷勃，98岁，中国新闻界人物。曾任重庆市委宣传部副部长，《重庆日报》总编。[77]
- 陈达，57岁，美国华人作家。[78]
- 李萌，87岁，中国表演艺术家。[79]

### 16日
- 何滿添，58歲，香港教育界人物，佛教善德英文中學校長。死於淋巴癌。[80]
- 李基百（韓語：이기백），88岁，韩国军事人物，前国防部部长（1986年－1987年）。[81]
- 冯学友，103岁，中国共产党人物，曾任四川省重庆市第二轻工业局监委书记。[82]
- 麻麻卡斯（英语：Mama Cax），30歲，美國黑人殘疾模特兒。死於多重癌症。[83]

### 15日
- 陆建艺，62岁，中国大陆影视演员、配音演员，曾为《罗马假日》男主角配音，为央视《探索发现》等节目担任旁白。[84]
- 田波，87岁，中国病毒学家，中国科学院院士。[85]
- 张慈中，95岁，中国书籍装帧艺术家。[86]
- 冯元桢，100岁，美籍华裔生物力学家，中華民國中央研究院第七屆（工程科學組）院士。[87][88]
- 米哈伊尔·涅纳舍夫（俄語：Михаил Ненашев），90岁，苏联及俄罗斯新闻工作者。苏联最后一任新闻和出版部部长。[89]
- 查克·佩德爾（英語：Chuck Peddle），82歲，美國電氣工程師，曾主導MOS 6502微處理器的研發。[90]
- 出馬迪男（日語：出馬 迪男），82岁，日本企业家，關西電視台原社长。[91]

### 14日
- 具滋暻（韓語：구자경），94歲，韩国企业家，LG集团第二任会长。[92]
- 孟执中，84岁，中国气象卫星专家，中国工程院院士。[93]
- 姚澄，93岁，中国锡剧表演艺术家，作家叶兆言之母。[94]
- 萧超然，91岁，中国历史学家，中共党史研究专家。[95]
- ，79岁，丹麦出身的法国女演员，曾以《女人就是女人》獲得柏林影展最佳女主角獎。[96]
- 费利克斯·罗哈廷（英語：Felix Rohatyn），91岁，美国银行家，外交官。[97]
- 林丽云，58岁，前新加坡電視影星，死於多系统萎缩症（Multiple System Atrophy）。[98]
- 約翰·布瑞雷（英语：John Briley），94歲，美國編劇，曾以《甘地》獲得第55屆奧斯卡金像獎最佳原創劇本。[99]
- 浦寿昌，97岁，中华人民共和国外交部原副部长。[100]

### 13日
- 高井保弘（日語：高井 保弘），74歲，日本棒球選手、解說員，日本職棒代打全壘打紀錄保持者。[101]
- 潮丸元康（日语：潮丸元康），41歲，日本大相撲力士。[102]
- 貝努爾·帕夏揚（英语：Benur Pashayan），60歲，前蘇聯亞美尼亞摔跤運動員，1982年及1983年世界摔跤錦標賽冠軍。[103]
- 邓家驹，85歲，中國當代美術家及教育家。[104]
- 陳美英，94歲，中國人，侵華日軍慰安婦倖存者。[105]
- 吳祖南，59岁，香港环保界人物，香港大學地理系副教授，長春社主席（1995年－1999年）。[106]
- 郭锡权，88岁，中国官员，中共中央纪律检查委员会驻建设部纪检组组长。[107]
- 古德龙·察普夫-冯·黑塞（英语：Gudrun Zapf-von Hesse），101岁，德国字体设计师。[108]

### 12日
- 梅宮辰夫（日语：梅宮辰夫），81歲，日本演員，代表作《不良番長》系列。[109]
- 丹尼·愛羅（英語：Danny Aiello），86歲，義大利裔美國演員，1989年以《為所應為》一片入圍奧斯卡最佳男配角獎。[110]
- 豪尔赫·埃尔南德斯（西班牙語：Jorge Hernández），65歲，古巴前拳擊運動員，1976年蒙特婁奧運金牌。[111]
- 澤里科·羅哈金斯基（英语：Željko Rohatinski），68歲，克羅埃西亞經濟學家，前克羅埃西亞國家銀行行長（2000年－2012年）。[112]
- 彼得·斯內爾（英語：Peter Snell），80歲，紐西蘭前田徑運動員，1960年羅馬及1964年東京奧運金牌。[113]
- 谢毕真，103岁，中国新闻工作者，福建省新闻出版局副局长。[114]
- 廖世伦，84岁，中国教育界人物。中国社会科学院研究生院党委书记、副院长、教授。[115]
- 铁，93岁，中国作家，辽宁省作家协会原副主席。[116]
- 高峰，99岁，中国军事人物，高级军械学校校务部原部长。[來源請求]

### 11日
- 艾伯特·貝特爾森（英语：Albert Bertelsen），98歲，丹麥畫家。[117]
- 馬汀·汪克（英语：Martin Warnke），82歲，德國藝術史學家，1990年哥特佛萊德·萊布尼茲獎得主。[118]
- 伊恩·楊（英语：Ian Young (footballer)），76歲，蘇格蘭足球選手。[119]
- 醍醐猛夫（日語：醍醐 猛夫），81歲，日本前棒球選手、教練、解說員，死於急性骨髓性白血病。[120]
- 李勇，56岁，中国古天文学家，中国科学院国家天文台研究员。[121]
- 孟和，65岁，中国蒙古族作家，内蒙古包头市民族事务委员会原副主任。[122]

### 10日
- 尤里·米哈伊洛维奇·卢日科夫（俄語：Юрий Михайлович Лужков），83岁，俄罗斯政治家，莫斯科市长（1992年－2010年）。[123]
- 鲁非，89岁，中国北京电影制片厂演员，中国电影金凤凰奖第十三届（2011年）特别荣誉奖。[124]
- 蘭迪‧蘇斯（Randy Suess），74歲，美國電腦工程師。電腦電子佈告欄系統（CBBS，Computer Bulletin Board System）共同發明者之一。病逝。[125]
- 五十嵐久也（日語：五十嵐 久也），79岁，日本企业家，原三井住友建設社長，芝浦工業大学理事長。[126]

### 9日
- 皮特·弗拉茨斯（英語：Pete Frates），34歲，美國人、肌萎縮性脊髓側索硬化症（ALS）患者，冰桶挑戰發起人。[127]
- 金宇中（韓語：김우중），82岁，韩国企业家，大宇集团前会长。[128]
- 叶矛，65岁，中国歌唱家，代表作有《西游记》插曲《无底船歌》。[129]
- 瑪麗·芙瑞德克森（瑞典語：Marie Fredriksson），61歲，瑞典創作女歌手，雙人組合羅克賽（Roxette）女主唱。[130]
- 瓦尔加·伊姆雷（匈牙利語：Varga Imre），96岁，匈牙利雕塑家。[131]
- 石橋政嗣（日語：石橋 政嗣），95岁，日本政治人物，众议院议员。[132]

### 8日
- ，79歲，美國演員，曾出演過科幻電視影集、電影等影視作品，托尼獎得主。肺癌。[133]
- 朱斯·沃尔德（英語：Juice Wrld），21歲，本名為賈拉德·希金斯，美國饒舌歌手。死於癲癇。[134]
- 保罗·沃尔克（英語：Paul Volcker），92岁，美国经济学家。美国联邦储备委员会前主席。[135]
- 金澤弘和（日語：金澤 弘和），88岁，日本空手道大师。[136]
- 卡羅爾·斯平尼（Caroll Spinney），85歲，美國操偶師，由1969年起擔任美國兒童電視節目《芝麻街》中的大鳥至2018年退休。[137]
- 朱晶，77岁，中国作家，吉林省作家协会原常务副主席。[138]

### 7日
- 扎扎·烏魯沙哲（英语：Zaza Urushadze），53歲，格鲁吉亚導演，曾以代表愛沙尼亞獲得奧斯卡獎最佳外語片提名，心臟病。[139]
- 田祖恩，91岁，中国司法精神病学家。[140]
- 布永康（德語：Reinhard Bonnke），79岁，德国灵恩派牧师。[141]
- 許貿淞，82歲，本名「許松山」，台灣漫畫家。[142]
- 郭震遠，76歲，中國國際問題研究所研究員，死於心臟病。[143]

### 6日
- 卫兴华，94岁，中国马克思主义经济学家。[144]
- 陆士新，89岁，中国病理生理学家，中国科学院院士。[145]
- 吴开晋，85岁，中国诗人，山东大学教授。[146]
- 李守泽，58岁，中國企業人物，中航飞机股份有限公司董事、副总经理。[147]
- 郑起宇，65岁，中國企業人物，曾任中国地质工程集团公司董事长。[148]
- 川村延廣（日语：川村延廣），71歲，日本實業家，讚岐釜玉海代表董事。[149]
- 羅恩·萊布曼（英语：Ron Leibman），82歲，美國演員，曾於1993年榮獲東尼獎。[150]

### 5日
- 杨洪武，58岁，中国演员，曾出演《大宋少年志》。[151][152]
- 吉喆，33岁，中国篮球运动员，死於肺癌。[153]
- 侯傑，73歲，台灣演員，曾出演《歡喜做頭家》、《霹靂行動》、《美國草地人》、《雨傘緣》、《乳母》等。。[154]
- 高玉寶，92岁，中国作家。著有《半夜雞叫》。[155]
- 金茂芝，91岁，中国人，南京大屠杀幸存者。[156]
- 姜亦珊，41岁，中国京剧演员，自缢身亡[157]。
- 馬文·葛佛蘭（英語：Marvin Goodfriend），69歲，美國經濟學者，教授。[158]
- 拿督納西爾·瓦哈比，57歲，馬來西亞男歌手。死於牙齦癌。[159]
- 乔治·劳雷尔（英語：George Laurer），94岁，美国IBM公司高级工程师，条形码联合发明人。[160]

### 4日
- 陈星弼，88岁，中国半导体器件及微电子学专家，中国科学院院士。[161]
- 中村哲（日語：中村 哲），73歲，日本醫生、NGO工作者，在阿富汗東部城市賈拉拉巴德乘車途中遭槍擊身亡。[162]
- 胡信佳，95岁，中國人，南京大屠杀幸存者。[163]
- 胡可，98岁，中国军旅剧作家。[164]
- 哈维尔·阿吉雷（西班牙语：Javier Aguirre Fernández），84岁，西班牙电影导演。[165]
- 谢尔盖·列舍托夫（俄語：Сергей Решетов），96岁，俄罗斯二战老兵，海军上校。[166]
- 雷納德·戈柏（英语：Leonard Goldberg），85歲，美國電視電影製作人，曾監製作品《霹靂嬌娃》、《警網急先鋒》。[167]
- 托马斯·埃尔塞瑟（德語：Thomas Elsaesser），76岁，德国电影史学家、电影理论家。[168]
- 速水融（日語：速水 融），90岁，日本经济史学家。[169]
- 王向民，79岁，中国政治人物，辽宁省人大常委会原副主任。[170]

### 3日
- 車璌河（韓語：차인하），27歲，韓國男演員（《有瑕疵的人們》），演員團體Surprise U成員。[171]
- 陶文瑜，56岁，中国作家，《苏州杂志》主编。[172]
- 方增先，88歲，中國画家，曾任上海美术馆馆长。[173]
- 胡太平，64岁，中国检察官，陕西省人民检察院原党组书记、检察长。[174]
- 曾永賢，94歲，中華民國總統府國策顧問，曾參與中國共產黨台灣省工作委員會。[175]
- 季桂明，87岁，中国政治人物，广西壮族自治区人民政府原副秘书长。[176]
- 小川淳子（日語：小川 淳子），39歲，日本模特兒暨實業家，時裝品牌「Chesty」創辦人和社長。死於腦腫瘤。[177]

### 2日
- 羅伯特·馬西（英语：Robert K. Massie），90歲，美國歷史學家，1981年普利策傳記文學獎得主，專研羅曼諾夫王朝。[178]
- 张振先，92岁，中国人民解放军中将。[179]

### 1日
- 黎小田（原名黎田英），73歲，香港資深作曲家、唱片製作人。死於肺癌。[180]
- 刘纲纪，86岁，中国马克思主义哲学家，美学家。[181][182]
- 葉勝雄，42歲，臺灣兒科醫師，稱號「天使醫生」，死於癌症。[183]
- 司徒镇强，88岁，中国口腔医学家，第四军医大学口腔医院教授，主任医师。[184]
- 田仁明，99岁，中国人民解放军铁道兵人物，原铁道兵第一指挥部司令员。[185]
- 王静波，88岁，中国人民解放军人物，广西军区政治委员（1988年－1992年）。[186]